# Plage de La Araña

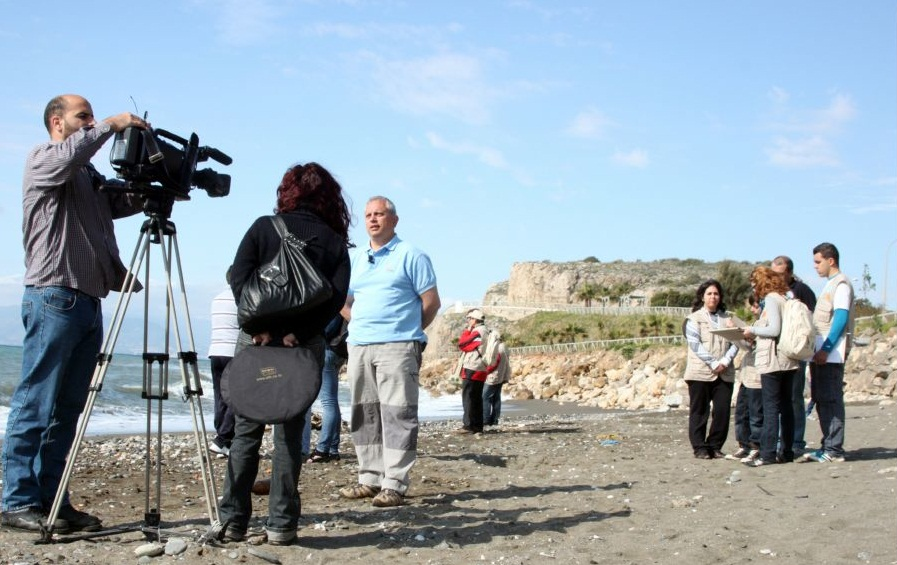
Plage de La Araña.

La Plage de La Araña est une plage de l'arrondissement Est de la ville de Málaga, en Andalousie, Espagne. Il s'agit d'une plage semi-urbaine de sable doré situé dans le littoral oriental de la ville, entre la Plage du Peñón del Cuervo et la commune de Rincón de la Victoria. Il a environ 400 mètres de longueur et 25 mètres de large moyen. C'est une plage très fréquentée et presque sans équipements ni services.